# Miðmorgunsalda
Miðmorgunsalda är en kulle i republiken Island. Den ligger i regionen Suðurland, 150 km öster om huvudstaden Reykjavík. Toppen på Miðmorgunsalda är 650 meter över havet.
Trakten runt Miðmorgunsalda är nära nog obefolkad, med mindre än två invånare per kvadratkilometer. Det finns inga samhällen i närheten. Trakten runt Miðmorgunsalda består i huvudsak av gräsmarker.